# 鈴木啟太
鈴木啟太（1981年7月8日—），已退役日本足球運動員，前日本國家足球隊成員。

## 俱樂部生涯
铃木启太出生于日本静冈县，12岁时他曾代表球队打入了全日本少年足球锦标赛的半决赛。2000年从东海大一中（现东海大学付属静冈翔洋中学）毕业后，铃木启太就加入了浦和红钻（当时浦和在日乙联赛），并且当年就代表一队在天皇杯对阵本田制锁的比赛中出场完成职业生涯首秀。第二年浦和升入了日职联赛，在与神户胜利船的比赛中，铃木启太则是完成了日职联赛的首秀。
之后铃木启太迅速成为球队的后腰主力，是浦和红钻取得2006年日本职业足球联赛和2007年亚足联冠军联赛冠军的成员之一。他本人在2006和2007年度两次入选日职联赛最佳十一人阵容，并在2008年初被记者评选为2007年度日本联赛最佳球员。
2009年，铃木启太接替山田畅久，成为浦和红钻的队长，赛季出场32次。
2010年细贝萌的出现使得铃木启太成为球队替补，虽然8月份阿部勇树转投英冠球队莱切斯特城，但由于伤病困扰，铃木启太的出场机会仍不多，赛季仅在联赛中出场17次。
2011年铃木启太又开始得到稳定的出场机会，帮助浦和红钻在该赛季保级成功，并在2012赛季获得联赛亚军。
2013年2月26号对阵广州恒大的比赛中打入一粒精彩的乌龙球，帮助广州恒大3:0击败浦和红钻。
2015年11月22日是铃木启太职业生涯的最后一战，浦和红钻也是迎战铃木启太职业生涯首秀对阵的对手神户胜利船，结果那场比赛浦和5比2大胜。不过在宣布退役后，铃木启太并未举办更多的仪式，直到2017年5月，浦和红钻官方宣布将为铃木启太举办告别赛，时间确定在7月17日（周一），比赛是在浦和红钻的主场埼玉2002世界杯体育场举行。

## 國家隊生涯
铃木启太是日本国奥队参加2004年雅典奥运会预选赛的队长，但是没有参加决赛圈的比赛。
2006年，伊维卡·奥西姆成为日本国家足球队主教练后首次招入铃木启太参加国家队集训。8月9日，他在和特立尼达和多巴哥的友谊赛中出场，上演国家队首秀。奥西姆执教日本国家队参加了20场国际A级比赛，铃木启太是唯一一名在所有比赛都首发的球员。

## 個人生活
2008年8月20日，铃木启太和模特儿畑野浩子结婚。2009年6月，长女出生。
铃木启太的表弟水野晃树也是一名足球运动员。

## 外部連結
- 鈴木啟太 – FIFA國際賽競賽紀錄 (存檔) （英文）
- 鈴木啟太在 National-Football-Teams.com 上的出场纪录 （英文）
- 鈴木啟太的X（前Twitter）
- 鈴木啓太 Keita Suzuki的Instagram帳戶
- AuB STORE （页面存档备份，存于）